# Bun B
Bun B, nome artístico de Bernard Freeman, (Port Arthur, 19 de março de 1973), é um rapper americano, ex-integrante do grupo de hip hop UGK.

## História
Bun B tem a sua carreira musical definitivamente ligada aos UGK, duo que formou em 1987 com Pimp C. O seu primeiro registro discográfico desponta já em 1988, quando os UGK lançaram The Southern Way, o seu primeiro álbum. Com a prisão de Pimp C em 2002, Bun B sente a necessidade de se lançar numa carreira solo. Antes, porém, foi colecionando colaborações com alguns dos maiores artistas do rap, mas não só.
Colaborou com nomes como Slim Thug, Juvenile, T.I., Young Buck, Lil' Kim, Ying Yang Twins, Mike Jones, Paul Wall, entre outros. Trill, o seu álbum estreia a solo, foi lançado em meados de outubro de 2005. Com uma grande lista de convidados, os singles lançados foram "Draped Up", "Git It" e "Get Throwed". O álbum alcançou a 6ª posição na parada de álbuns Billboard 200 e a 1ª no Top R&B/Hip-Hop Albums.
Após a morte de Pimp C em 2007, voltou à carreira solo. Em 2008, lançou seu segundo álbum, II Trill. O primeiro single foi "That's Gangsta", com participação de Sean Kingston. O disco estreou em 2º na Billboard 200, vendendo 98 mil cópias. Outros singles foram "Damn I'm Cold" com Lil Wayne e "You're Everything", com Rick Ross, David Banner e 8Ball & MJG, o último foi dedicado ao falecido Pimp C.
O seu terceiro álbum de estúdio foi Trill OG. Em entrevista à MTV Live, ele declarou que 2Pac estava definido para figurar no álbum. Foi lançado em 3 de agosto de 2010 pela gravadora Universal Motown, após o rapper deixar a Asylum Records.

## Discografia

### Álbuns de estúdio
- 2005: Trill - US: 500,000
- 2008: II Trill - US: 300,000
- 2010: Trill OG - US: 100,000
- 2013: Trill 4 Life

### Mixtapes
- 2005: King of the Trill
- 2005: Legends (com Mddl Fngz)
- 2005: Whut It Dew (Vol. 2) (com Rapid Ric & Killa Kyleon)
- 2006: Gangsta Grillz: The Legends Series (Vol. 1) (com DJ Drama & Mddl Fngz)
- 2006: Texas Legends (com K-Sam)
- 2008: Bun House (com DJ Rell)
- 2010: No Mixtape